# 洪若潭命案
洪若潭命案，簡稱洪若潭案，又稱 洪若潭滅門血案、洪宅三子命案、洪宅命案，是2001年臺灣彰化縣二林鎮的一起倫常命案，眾源企業公司負責人洪若潭與姚寶月夫婦，陳屍於自家用小型焚化爐，並留下遺書，宣稱已將其子女三人殺害焚屍，骨灰拋入海中。
由於警方並未尋獲三名子女遺體或微物跡證，只在洪若潭轎車腳踏板採集到海砂及碎石子，最終只能以失蹤人口簽結三名子女，2009年三名子女失蹤後滿七年，彰化地方法院宣告三名子女死亡。

## 人物
洪若潭（當時50歲）是彰濱工業區眾源公司（製造膠帶與貼紙）負責人，姚寶月為其第二任妻子。洪若潭夫婦育有三名子女，長子洪崇釜（當時24歲）就讀中原大學物理學研究所、次子洪崇荏（當時23歲）在眾源企業公司工作、女兒洪孟瑜（當時19歲）就讀於致遠管理學院幼兒教育學系。

## 過程
2001年9月5日15時，眾源公司總經理蘇泉錫因支票到期，前往洪若潭住處詢問處理方式，卻發現茶几、神桌及房間內有三封遺書留給妹妹洪玉燕，向彰化縣警方報案。之後警方在小型花園內發現焚化爐下方有二雙拖鞋，焚化爐旁則有一具研磨機。警方在焚化爐內發現兩瓶裝有不明液體的玻璃瓶以及兩具燒焦骨骸。警方也在研磨機內發現一塊疑似人骨及不明粉末，懷疑9月4日洪若潭夫婦已經死亡。

洪若潭在遺書中指出已將子女的骨灰磨成粉，並撒入海中。後面警方在洪若潭住處未發現任何血跡及藥物，因此在法律上並不排除三名子女尚未喪命，但經手偵辦的人員，都不相信三名子女尚在人世。檢方後來以洪若潭、姚寶月夫婦兩人自殺、三名子女失蹤滿七年宣告死亡簽結。

## 改編
- 此事件後來改編成民視關鍵時刻的第13集第二單元〈滅門焚屍疑案〉。